# Бедерова, Юлия Александровна
Юлия Александровна Бедерова (род. 24 ноября 1971) — российский музыкальный критик.
Окончила музыковедческий факультет Российской академии музыки имени Гнесиных. Работала музыкальным обозревателем в газетах «Сегодня» (1993—1997), «Русский телеграф» (1997—1998), «Независимая газета» (2000—2001), «Время новостей» (с 2002 г.). Публиковалась также в журналах «Искусство кино», «Музыкальная академия», «Итоги», «Профиль», «Эксперт», «Афиша», «Столица», в газетах «КоммерсантЪ», «Известия» и др. Автор аннотаций к записям Гидона Кремера и оркестра «Кремерата Балтика» на фирмах Nonesuch и Deutche Grammophon (2001—2004).
Юлия Бедерова также играла на клавишных в ансамбле Алексея Айги «4’33’’».